# Строители курганов

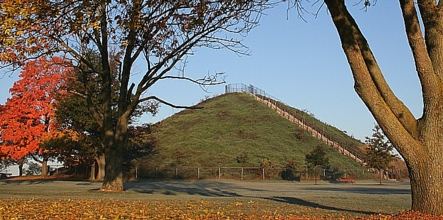
Курган Майямисбург, крупнейший конический курган в Огайо, относится к культуре Адена

Строи́тели курга́нов (англ. Mound Builders) — общий термин, относится в самом широком смысле к индейцам — обитателям США до прихода европейцев, сооружавшим различного рода земляные курганы для погребений, жилья или ритуальных целей. Данный термин объединяет сооружения архаичного и лесного (вудлендского) периода по североамериканской хронологии (культуры Адена и Хоупвелл), а также Миссисипскую культуру, существовавшие в период с начала 3 тыс. до н. э. по 16 в. н. э. в районе Великих Озёр, рек Огайо и Миссисипи.
Значительно реже курганы встречались на юго-западе США (культуры древних пуэбло), где одним из немногих примеров является курган Гэтлин в штате Аризона.

## Название и культуры
Термин «строители курганов» также относился к вымышленной расе, которая, как считалось, соорудила данные курганы, поскольку американцы XVI—XIX вв. были убеждены, что индейцы не могли их построить.
Название культуры происходит от традиции сооружения курганов и других произведений земляной архитектуры. Обычно это были погребальные или церемониальные сооружения в виде пирамид со срезанным верхом или курганов с платформой, иногда с закруглёнными конусами, удлинёнными рёбрами, иногда иной формы. Наиболее известный курган-пирамида с плоским верхом, и одновременно крупнейшее доколумбово земляное сооружение к северу от Мексики высотой свыше 30 метров — Курган Монаха в Иллинойсе, Кахокия.
Некоторые курганы — так называемые фигурные курганы — были выполнены в форме животных или других изображений. Характерным примером является Змеиный курган на юге Огайо высотой 1,5 м, шириной 6 м и длиной около 400 м в виде изгибающейся волнами змеи.
В состав Строителей курганов входили различные племена и объединения, вероятно, различных верований и культур, и объединяла их лишь традиция сооружения культовых курганов. Наибольшее число курганов в США обнаружено на территории штата Висконсин.

## Археологические исследования
Первое наиболее полное описания земляных сооружений было опубликовано в 1848 году Смитсоновским институтом в труде «Древние памятники долины Миссисипи» (Ancient Monuments of the Mississippi Valley), авторами которого были Эфраим Сквайр и Эдвин Х. Дэвис. Поскольку многие из описанных авторами сооружений были позднее разрушены или повреждены в результате сельскохозяйственной деятельности и освоения земель, описания, составленные данными исследователями, а также их рисунки и карты до сих пор используются современными археологами.

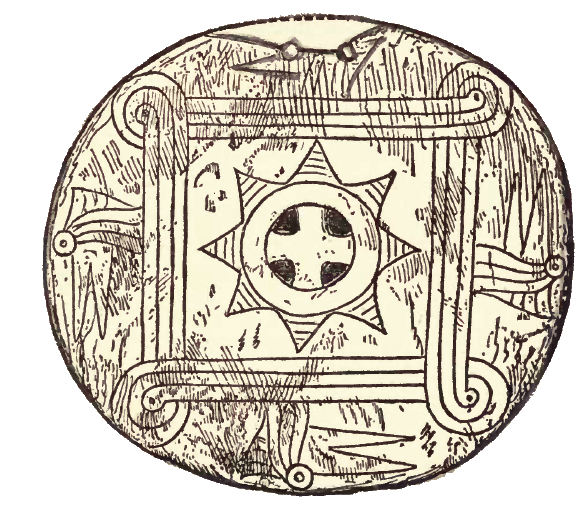
В Теннеси обнаружено множество раковин с вырезанными узорами, в том числе и это нагрудное украшение

## Первые известия европейских авторов
Эрнандо де Сото, конкистадор, прошедший со своими солдатами юго-восток современных США в 1540—1542 гг., встретил многие народности, возможно, относившиеся к Миссисипской культуре. В это время традиция сооружения курганов всё ещё существовала на юго-востоке США, и продолжала существовать до середины XVII века. Де Сото встречался с индейцами племени маскоги, которые жили в укреплённых посёлках с роскошными курганами и площадями, и отметил, что многие из курганов служили основаниями для храмов со жрецами. Недалеко от современного города Огаста в штате Джорджия де Сото встретился с группой «строителей курганов» во главе с королевой, которая сказала ему, что курганы на её территории служили для погребения индейских вельмож.
Художник Жак Ле Муан, сопровождавший французских поселенцев на северо-востоке Флориды в 1560-х годах, подобным же образом отметил, что многие группы индейцев использовали существующие курганы и сооружали новые. Он создал серию акварелей, изображавших сцены из жизни индейцев. Хотя большинство этих акварелей утрачено, в 1591 году фламандская компания создала и опубликовала гравюры на основе его оригиналов. Среди этих гравюр есть и изображение погребения флоридского племенного вождя, в честь чего состоялась траурная церемония. Подпись к гравюре гласит: «Иногда умершего правителя этой провинции хоронили с большими почестями, а его большой кубок, из которого он обычно пил, помещался на холм, со множеством стрел, воткнутых вокруг».
Матюрен Ле Пти, священник-иезуит (1619), и Лё Паж дю Пратц (1758), французский землепроходец, наблюдали племя натчез, проживавшее на территории современного штата Миссисипи. Их население насчитывало около 4 тысяч человек. Натчезы поклонялись солнцу, проживали в не менее чем 9 селениях, а во главе их стоял вождь, известный как Великое Солнце, обладавший абсолютной властью. Оба они отметили высокие храмовые курганы, построенные натчезами с тем, чтобы Великое Солнце мог общаться с богом-солнцем. Его крупный дом был сооружён на вершине крупнейшего из курганов, откуда «каждое утро он приветствовал восходящее солнце, произносил благодарность и выдувал табачный дым в направлении четырёх сторон света».
Позднее исследователи тех же земель, всего через несколько десятков лет после первых сообщений о поселениях строителей курганов, отмечали, что регионы обезлюдели, что поселения заброшены, а курганы не используются. Поскольку в тот период не было крупных конфликтов с европейцами, наиболее вероятным представляется то объяснение, что европейские болезни, такие, как оспа и грипп, уничтожили большинство представителей цивилизации «строителей курганов».

## Хронология
Культуру строителей курганов можно приблизительно разделить на три стадии:

### Архаичная эра
Поверти-Пойнт на территории современной Луизианы — выдающийся пример ранне-архаичного курганного сооружения (около 2500 г. до н. э. — 1000 г. до н. э.). Хотя известны и более ранние курганы, например, в Уотсон-Брейк, Поверти-Пойнт является одним из лучших ранних примеров.

### Вудлендский (лесной) период
За архаическим периодом последовал лесной (вудлендский) период (около 1000 г. до н. э.). Некоторыми известными примерами являются культура Адена в Огайо и более поздняя культура Хоупвелл, существовавшая на территории от Иллинойса до Огайо и известная своими земляными сооружениями правильной геометрической формы. Наряду с культурами Адена и Хоупвелл в тот период существовали и иные курганные культуры.

### Миссисипская культура

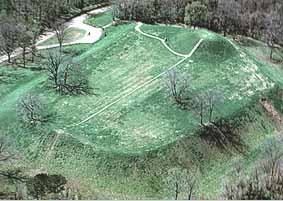
Изумрудный курган в штате Миссисипи, строители которого существовали в данном регионе в период 1250—1600 н. э. — второе по величине земляное сооружение в США

Около 900—1450 н. э. Миссисипская культура распространилась по всему востоку будущих США, в основном вдоль речных долин. Первым и наиболее известным памятником данной культуры является древний город Кахокия.

## Альтернативные гипотезы XIX века
Практически до конца XIX века большинство американцев не хотели признавать, что курганы на востоке США были созданы индейцами.
Ключевой работой, которая помогла признать этот факт, стал обстоятельный отчёт, который составил в 1894 г. Сайрус Томас из Бюро американской этнологии. До него к подобному выводу самостоятельно пришли лишь немногие известные исследователи: к примеру, Томас Джефферсон провёл раскопки кургана и обнаружил сходство погребальной практики строителей курганов с погребальной практикой известных ему индейцев.
В то же время, на протяжении XIX века предлагались альтернативные теории происхождения курганов:

### Викинги
Бенджамин Смит Бартон предполагал, что строителями курганов были викинги, прибывшие в доисторический период в Америку и затем исчезнувшие.

### Мигранты из древней Евразии
Другими народами, которых разные исследователи и популярные писатели предлагали отождествить со строителями курганов, были древние греки, африканцы, китайцы или различные европейские народы. Сторонники буквального толкования Библии считали, что ими могли быть десять потерянных колен Израиля.

### Народы из «Книги Мормона»
На протяжении всего XIX века среди американцев было широко распространено мнение, будто евреи — в частности, десять потерянных колен — были предками индейцев и строителей курганов. Книга Мормона (впервые опубликована в 1830 году) содержит получивший широкое распространение рассказ о двух волнах переселенцев из Месопотамии: джаредитов (около 3000 — 2000 до н. э.) и израильтян (около 590 до н. э.), названных «нефийцы», «ламанийцы» и «мулекийцы». Согласно «Книге Мормона», они создали в Америке великие цивилизации, которые погибли в результате большой войны около 385 года н. э. Сторонники подлинности текста «Книги Мормона» нередко отождествляют эти цивилизации со строителями курганов, однако современная академическая наука не подтверждает подобные гипотезы.

### Африканские цивилизации
Сторонники гипотез о том, что курганы были созданы неизвестной цивилизацией африканского происхождения, также упирали на то, что индейцы были «недостаточно цивилизованными» для создания столь внушительных сооружений.

### Божественное творение
Священник Лэндон Уэст утверждал, что Серпент-Маунд в Огайо соорудил сам Бог, и что Эдемский сад первоначально находился в Огайо.

### Мифические культуры
Иногда создание курганов приписывалось мифическим культурам; например, Лафкадио Херн предполагал, что их создала культура Атлантиды.

## Практические результаты альтернативных гипотез

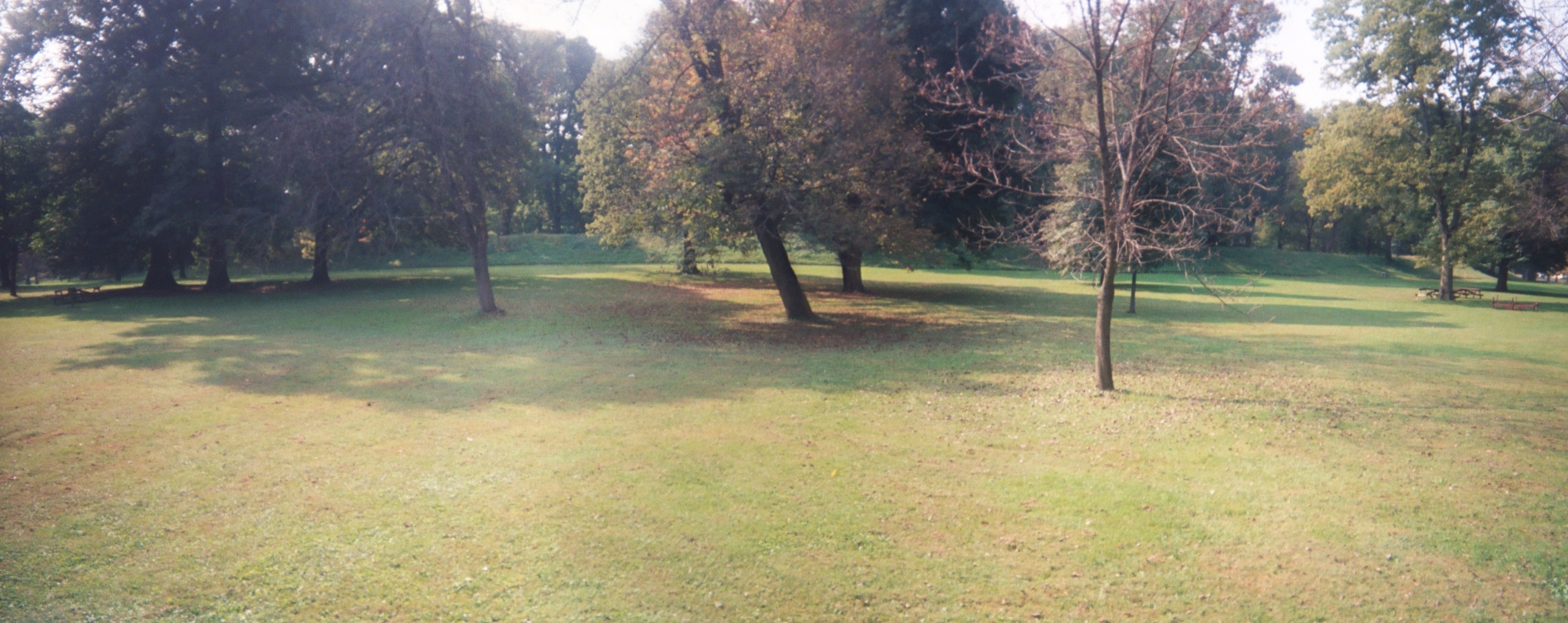
Панорамный вид на большой круг земляных валов в Ньюарке, Огайо.

Несмотря на то, что некоторые из приведенных выше «альтернативных гипотез» звучат абсурдно с позиции XXI века, многие из них были результатом искреннего заблуждения первых американцев, не имевших представления об истории континента до прибытия европейцев. Поэт Уильям Каллен Брайант в своей поэме «Прерии» (1832) упоминает легендарную расу создателей курганов.

### Оправдание насильственного переселения индейцев
Одним из политических аргументов в пользу насильственного переселения индейцев в 1830-е гг. из региона на юго-востоке США, где находилось большинство курганов, получившее название Дорога слёз, было то, что они якобы уничтожили культуру строителей курганов. Согласно одной из теорий, строители курганов могли быть древними выходцами из Европы, и выселение «диких» индейцев было всего лишь возвращением утраченных европейцами земель. Согласно современным представлениям, индейцы юго-востока, относившиеся к маскогским племенам, действительно уничтожили предшествовавшую Миссисипскую культуру, которая, однако, была по происхождению не европейской, а состояла из других индейских народов (тимукуа, майяими и др.).

### Отрицание участия «примитивных» индейцев
По распространённому в XIX веке убеждению, американские индейцы были достаточно примитивны и не могли соорудить столь величественные сооружения. Каменные, металлические и керамические артефакты представлялись слишком сложными для их культуры. С другой стороны, на востоке США существовали различные индейские культуры, которые вели оседлый образ жизни и занимались сельским хозяйством. Вокруг многих индейских городов-посёлков стояли оборонительные стены. Если они могли создать подобные сооружения, то строительство курганов не представляло для них большой проблемы.
Ещё одним аргументом против индейского происхождения курганов был кочевой образ жизни индейцев, который якобы не позволял им заниматься сооружениями, требующими длительных временных затрат. Данный аргумент опровергается тем, что, во-первых, истории известны примеры кочевых племён, сооружавших величественные курганы (скифы, сарматы и др.), во-вторых, лишь часть индейских племён (апачи, команчи и ряд других) вела кочевой образ жизни.
Когда на территорию будущих США в XVI−XVII веках прибыли первые европейские поселенцы, современные им индейцы уже давно не строили курганы, а на вопросы белых поселенцев о создателях курганов индейцы не могли ответить ничего вразумительного. С другой стороны, существуют многочисленные письменные сообщения ранних европейских путешественников о сооружении курганов индейцами. Подробное сообщение оставил Гарсиласо де ла Вега, который описал сооружение курганов и святилищ на вершинах курганов. Некоторые французские путешественники даже проживали некоторое время среди строителей курганов.

### Предположение о доиндейском происхождении
В книге Antiquities Discovered in the Western States (1820) Калеб Этуотер утверждал, будто индейские захоронения были всегда неглубокими, почти у поверхности земли. Поскольку артефакты, связанные со строителями курганов, находили на большой глубине, Этуотер полагал, что они наверняка относились к другой, более ранней группе людей. Открытие металлических артефактов стало ещё одним аргументом против индейцев, поскольку многие индейские племена не владели искусством металлургии. В основе этих заблуждений лежало ложное предположение, что все индейские культуры похожи друг на друга (даже в XIX веке это было далеко не так). На некоторых из артефактах имелись непонятные символы. Поскольку индейцы не знали письменности, символы также использовались как аргумент против индейского происхождения курганов.

## Подделки
С дискуссиями о происхождении строителей курганов связано несколько известных подделок.

### Священные камни из Ньюарка
В 1860 Дэвид Уайрик открыл в городе Ньюарк «Табличку из Кейстоуна», содержавшую надпись на иврите. Вскоре после этого он обнаружил рядом так называемый «Ньюаркский камень», также содержавший текст на иврите. Позднее выяснилось, что священник Джон У. Маккарти подделал эти предметы и поместил их туда, где позднее их обнаружил Уайрик.

### Дэвенпортские таблички
Ещё одна подделка, связанная со строителями курганов — Дэвенпортские таблички с надписями, которые обнаружил священник Джейкоб Грасс.

### Валам-Олум
Подделка, известная как «Валам-Олум», оказала большое влияние на ложные представления, связанные со строителями курганов. В 1836 году Константин Самюэль Рафинеск опубликовал свой «перевод» текста, который якобы был написан пиктографическим письмом на деревянных табличках, и рассказывал о происхождении племени ленапе (делаваров) из Азии, об их переходе через Берингов пролив, последующей миграции через североамериканский материк и о битвах в Северной Америке, которые якобы имели место до прихода ленапе. Долгое время считалось, что эти мифические люди и были строителями курганов, что ленапе покорили их и уничтожили их культуру. Позднее Дэвид Эстрайхер (David Oestreicher) разоблачил «Валам-Олум» как подделку, однако и после этого убеждение в том, что индейцы уничтожили культуру строителей курганов, продолжало существовать.

### Кайндерхукские таблички
Кайндерхукские таблички, «открытые» в 1843, имели целью дискредитацию мормонского пророка Джозефа Смита.

## В художественной литературе
В фантастической повести американского писателя Говарда Лавкрафта «Курган» (The Mound, 1930), написанной в соавторстве с Зелией Бишоп, главный герой находит в 1928 году в Оклахоме средневековую рукопись, повествующую о путешествии в 1545 году испанского конкистадора Панфило де Замакона-и-Нуньеса в подземный мир, куда он проникает через индейский маунд.